# Grand Marais, Minnesota
Grand Marais là một thành phố thuộc quận Cook, tiểu bang Minnesota, Hoa Kỳ. Năm 2010, dân số của thành phố này là 1351 người.

## Dân số
- Dân số năm 2000: 1353 người.
- Dân số năm 2010: 1351 người.